# Washington Yotto Ochieng
Pour les articles homonymes, voir Ochieng.
Washington Yotto Ochieng (né en 1964) est un ingénieur et universitaire kényan qui dirige le département de génie civil et environnemental de l'Imperial College de Londres. Auparavant, il est directeur du Centre d'études sur les transports et codirecteur de l'Institut des sciences et technologies de sécurité (ISST) avec Deeph Chana<. Ochieng est chercheur principal en sciences de la sécurité à l'ISST. Il est également directeur du groupe d'ingénierie géomatique et président des systèmes de positionnement et de navigation.

## Formation
Il est le fils de Michael Yotto Amoko et Grace Akumu Yotto (née Radigo). Il obtient son BSc (première classe) en ingénierie de l'université de Nairobi en 1988, avant de déménager au Royaume-Uni où il étudie pour une maîtrise (avec distinction) à l'université de Nottingham. Il entreprend ensuite des études de doctorat en GPS différentiel (DGPS) et en conception de réseaux fiduciaires (en),.

## Recherche et carrière
Ochieng reste à Nottingham en tant qu'associé de recherche postdoctoral après son doctorat, avant de rejoindre le groupe Thales en tant qu'ingénieur en navigation. Ochieng rejoint l'Imperial College de Londres en 1997. Il travaille sur la conception et l'application de systèmes de navigation et espère parvenir à un système véritablement mondial de position, de navigation et de chronométrage (position, navigation and timing, PNT). Ochieng travaille dans le domaine du contrôle intelligent du trafic, en particulier de la mobilité intermodale intelligente centrée sur l'utilisateur et de la manière dont elle peut être utilisée pour la sécurité et la régulation du trafic dans les rues et les chemins de fer encombrés, ainsi que dans la gestion du trafic aérien et maritime,,. Il est impliqué dans plusieurs projets internationaux, notamment le service européen de navigation géostationnaire European Geostationary Navigation Overlay Service (EGNOS), Galileo, le système mondial de navigation par satellite (GNSS) et l'entreprise commune SESAR (Single European Sky ATM Research),. Pour le système GNSS, Ochieng travaille sur la détection, la modélisation des erreurs de précision de positionnement et les systèmes radio ultra-large bande. Il participe à la transformation du système de transport de Londres et à l'introduction du London Congestion Charge,.
Il est promu à une chaire en systèmes de positionnement et de navigation en 2007,. En 2021, il devient vice-président de l’Institut Royal de Navigation (RIN). Ses recherches ciblées portent sur le développement d'outils qui aident à façonner la pensée des sociétés dans la conception et la construction de la résilience et de la sécurité des infrastructures ; une mobilité intermodale intelligente centrée sur l'utilisateur et des systèmes de positionnement, de navigation et de chronométrage (PNT).
À l'Imperial College de Londres, Ochieng fait partie du Centre de formation doctorale en génie civil durable du Conseil de recherche en sciences physiques et en ingénierie (en) (EPSRC). Il donne des conseils sur les algorithmes pouvant prendre en charge la navigation des satellites,,. 
En 2021, Ochieng est témoin expert sur la stratégie spatiale du Royaume-Uni et l'infrastructure satellitaire du Royaume-Uni au sein de la commission parlementaire spéciale sur la science et la technologie.
Il dirige le département de génie civil et environnemental de l'Imperial College de Londres. Auparavant, il a été directeur du Centre d'études sur les transports et codirecteur de l'Institut des sciences et technologies de sécurité (ISST) avec Deeph Chana.

## Prix et distinctions
En 1994 l'Université de Nottingham, Royaume-Uni, lui décerné le Prix Leica du meilleur étudiant de troisième cycle en levés techniques et géodésie spatiale, États-Unis. Il est récompensé pour le meilleur document de session du récipiendaire, par l'United States Institute Navigation.
En 1994 il est récompensé pour le meilleur article – Détection aéroportée des erreurs d'étalonnage dans les aides à la navigation DME, décerné par l'Institut de navigation . De nouveau en 2004 pour le meilleur article – Algorithmes de positionnement intégrés pour les applications télématiques des transports, récompensé par l'Institut de navigation .
En 2005 il reçoit de l'Imperial College London le prix du mérite du recteur pour l'excellence en recherche, enseignement, contribution professionnelle et administration. La même année, le prix Dr Abdul KAlam, décerné par la Société aéronautique de l'Inde, récompense les meilleures présentations d'affiches à la 57e Conférence annuelle de la Société aéronautique de l'Inde : il est récompensé pour la meilleure présentation de recherche sur les résultats en matière de sécurité des cibles de l'aviation .
En 2005 à Baltimore, il est récompensé lors du 6e séminaire de recherche et développement sur la gestion du trafic aérien (ATM) États-Unis/Europe, pour le meilleur article – Les facteurs affectant la capacité de l'espace aérien en Europe : une méthodologie-cadre basée sur une analyse transversale de séries chronologiques.
En 2006 l'Imperial College London lui attribue le prix d'excellence en enseignement.
En 2007 il est lauréat de la médaille Michael Richey du meilleur article dans le Journal of Navigation décernée par le Royal Institute of Navigation, Royaume-Uni.
En 2009 GPS World Magazine le classe parmi les leaders mondiaux du GNSS à surveiller .
Le Royal Institute of Navigation lui décerne en 2019 sa plus haute distinction : la médaille d'or Harold Spencer Jones.
En 2013, Ochieng est élu Fellow de la Royal Academy of Engineering (en) (FREng) Il est également membre des institutions britanniques d'ingénieurs civils, du Chartered Institute of Highways and Transportation, du RIN et de l'Institution of Civil Engineering Surveyors.

## Publications (sélection)
- Thalis Zis, Robin Jacob North, Panagiotis Angeloudis, Washington Yotto Ochieng et Michael Geoffrey Harrison Bell, « Evaluation of cold ironing and speed reduction policies to reduce ship emissions near and at ports », Maritime Economics and Logistics, Palgrave Macmillan et Springer Science+Business Media, vol. 16, no 4,‎ 3 avril 2014, p. 371-398 (ISSN 1479-2931, 1479-294X et 1388-1973, DOI 10.1057/MEL.2014.6).
- (en) Rui Sun, Qi Cheng, Guanyu Wang et Washington Yotto Ochieng, « A Novel Online Data-Driven Algorithm for Detecting UAV Navigation Sensor Faults », Sensors, MDPI, vol. 17, no 10,‎ 29 septembre 2017 (ISSN 1424-8220 et 1424-8239, OCLC 47250782, PMID 28961219, PMCID 5677314, DOI 10.3390/S17102243).
- (en) Rui Sun, Qi Cheng, Dabin Xue, Guanyu Wang et Washington Yotto Ochieng, « GNSS/Electronic Compass/Road Segment Information Fusion for Vehicle-to-Vehicle Collision Avoidance Application », Sensors, MDPI, vol. 17, no 12,‎ 25 novembre 2017 (ISSN 1424-8220 et 1424-8239, OCLC 47250782, PMID 29186851, PMCID 5751539, DOI 10.3390/S17122724, lire en ligne).

## Vie privée
En 1997, Washington Ochieng épouse Abosede Ochieng (née Salako), microbiologiste et professeure de sciences. Ils ont deux enfants : Grace Ochieng, diplômée en droit et Michael Ochieng qui étudie les affaires à l'Université du Sussex.